# Pabellón del 11 de Enero
El Pabellón del 11 de enero es un recinto cubierto con una capacidad para recibir hasta 3000 espectadores, que se encuentra en Fez, y que acoge cada año varios eventos deportivos, especialmente de baloncesto y balonmano con juegos del Magreb. Esta arena fue inaugurada en marzo de 2004, su construcción tuvo un costo 8 millones de Dirham marroquíes.